# Фу Дзиен (Сюенджао)
Вижте пояснителната страница за други личности с името Фу Дзиен.
Фу Дзиен (на китайски: 苻堅; на пинин: Fú Jiān) е император на Ранна Цин, управлявал от 357 до 385 година.

## Биография
Фу Дзиен е роден през 338 година в семейството на Фу Сиун, син на Фу Хун, който е един от водачите на народа ди и военачалник в империята Хоу Джао. През 351 година чичо му Фу Дзиен основава държавата Ранна Цин. През 354 година Фу Сиун е убит в битка и Фу Дзиен наследява титлата му княз на Дунхай и през следващите години получава командни постове в армията.
Управлението на император Фу Шън, който наследява трона през 355 година, е съпътствано от множество екзекуции на високопоставени служители, както и на членове на владетелския род. През 357 година той изглежда планира и убийството на своя братовчед Фу Дзиен, но той го изпреварва, извършва преврат и го екзекутира чрез влачене с кон, след което се обявява за владетел на Ранна Цин.
През първите години от управлението на Фу Дзиен важна роля в двора му играе държавникът Уан Мън (325 – 375). През 369 година той оказва помощ на нападнатата от Дзин Ранна Йен, надявайки се да получи в замяна областта на Луоян. След като от Ранна Йен му отказват, през следващата година Фу Дзиен им нанася решаващо поражение и присъединява към Ранна Цин цялата им държава. През 373 година той отнема от Дзин днешните Съчуан, Чунцин и южен Шънси.
В края на 376 година Фу Дзиен напада Ранна Лян и за по-малко от месец завладява цялата държава. Малко по-късно той завладява и княжеството Дай, макар че оставя на внука на последния владетел Туоба Гуй титлата на престолонаследник на Дай. През пролетта на 379 година отнема от Дзин важната крепост Сянян в днешен Хубей. През 383 година той изпраща военен контингент, воден от военачалника Лю Гуан, в Централна Азия, където той успява да наложи васален статут на някои от местните княжества.
След като установява контрол над основната част от Северен Китай, през 383 година Фу Дзиен лично оглавява голям поход на юг срещу Дзин, опитвайки се да обедини цялата страна. В решаващата битка при река Фей през ноември той претърпява тежко поражение и е принуден да изостави всичките си владения южно от Яндзъ.
През 384 година Мужун Чуй от владетелския род на Ранна Йен и един от основните военачалници на Фу Дзиен обявява независимост в североизточните области, поставяйки началото на държавата Късна Йен. Малко по-късно неговият племенник Мужун Хун също се разбунтува и създава Западна Йен в областта Гуанджун, самото ядро на Ранна Цин. През същата година цянският военачалник Яо Чан също създава своя държава – Късна Цин.
През следващите месеци империята на Фу Дзиен бързо се разпада. Дзин си връщат Съчуан, Чунцин и Южен Шънси, а източната част на страната е завладяна от Мужун Чуй. Привърженици на рода Мужун се разбунтуват и в самата столица Чанан и Фу Дзиен екзекутира много живеещи в града сиенбей. В началото на 385 Мужун Чун, брат и наследник на починалия Мужун Хун, обсажда и превзема Чанан, но Фу Дзиен успява да напусне града с част от войските си.
Фу Дзиен е пленен от войските на Късна Цин и е затворен в град Сиенян, а на 16 октомври 385 година е удушен. Наследен е начело на Ранна Цин от сина си Фу Пи.